# فرودگاه بوگانده
فرودگاه بوگانده (به انگلیسی: Bogande Airport) یک فرودگاه با کد یاتا XBG است . این فرودگاه در کشور بورکینافاسو قرار دارد .